# 義大利衣索比亞戰爭 (1887—1889)

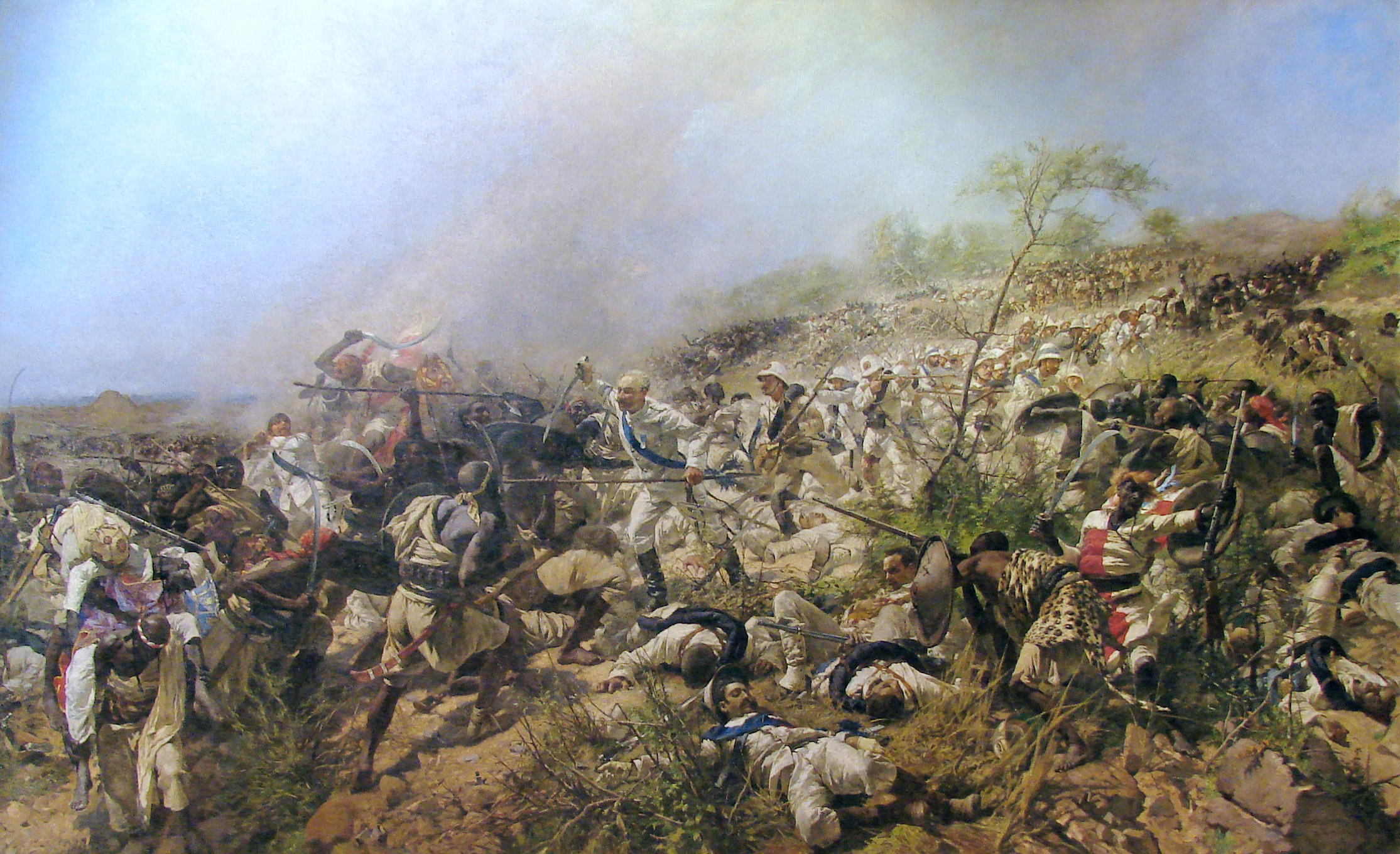
義大利衣索比亞戰爭

1887年至1889年期間的意大利-埃塞俄比亚战争是意大利王国和埃塞俄比亚帝国之间发生的一场未宣之戰。最終兩國簽署条约結束衝突，该条约划定了埃塞俄比亚和意屬厄立特里亞之间的边界，但該條約仍未解決所有的糾紛，兩國後來又爆發第一次意大利埃塞俄比亚战争。